# Salle Forst
Salle Forst (Zaal Forst) was een galerie en veilinghuis aan de Meir in Antwerpen in de vroege twintigste eeuw. De veilingen in de instelling betroffen vooral uitverkoop van lokale kunstenaarsateliers na overlijden, en waren hierdoor van kunsthistorisch belang.
Het adres was Meir 69, Antwerpen.

## Uit het tentoonstellingspalmares
- 1906 : atelierverkoop André Plumot
- 1906 : Rodolphe Wytsman en Juliette Wytsman (maart)
- 1906 : expositie Julien Dillens (22/09 - 14/10)
- 1907 : expositie Kurt Peiser
- 1908 : atelierverkoop Piet Verhaert
- 1908 : expositie Kurt Peiser
- 1908 : expositie Gust De Smet
- 1908 : atelierverkoop Theodore Verstraete (zestig doeken en een groot aantal etsen en tekeningen)
- 1909 : Gerard Portielje – Frans Van Kuyck
- 1909 : atelierverkoop Florent Crabeels
- 1910 : expositie Kurt Peiser
- 1910 : Marie-Antoinette Marcotte –  Eugène De Bremaecker
- 1911 : Salon van “Als ik kan”
- 1911 : Rodolphe Wytsman en Juliette Wytsman (14 maart - )
- 1911 : atelierverkoop Eugeen Joors
- 1910 : expositie Kurt Peiser
- 1913 : Camille Lambert
- 1914 : Kurt Peiser (31 januari tot 9 februari - 68 werken, waarvan 11 in beslag werden genomen door het parket na een anonieme klacht omtrent aantasting van de goede zeden)
- 1914 : Piet Van der Ouderaa
- 1914 : Henri Houben
- 1917 : expositie Kurt Peiser

WikipediaNL